# José Trasimundo Mascarenhas Barreto

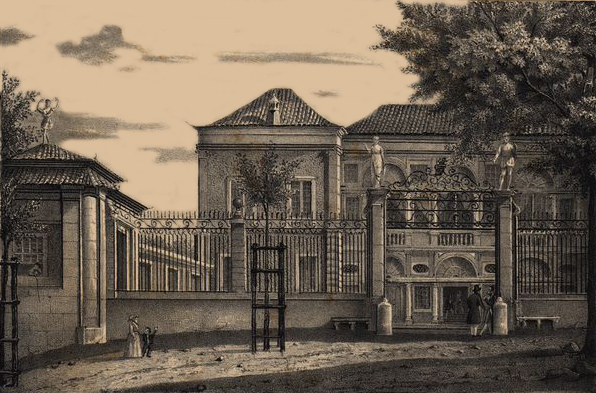
Palácio do Marquês de Fronteira em São Domingos de Benfica

José Trasimundo Mascarenhas Barreto CvTE • OTE • GCTE • ComC • GCC, 7.º Marquês de Fronteira, 8.º Conde da Torre, 8.º Conde de Coculim, Representante do Título de Marquês de Alorna e 10.º Conde de Assumar (Lisboa, 4 de janeiro de 1802 – Lisboa, 19 de fevereiro de 1881) foi um nobre, militar e político português.

## Biografia
Filho de D. João José Mascarenhas Barreto e de D. Leonor Benedita de Oyenhausen de Almeida, filha da Marquesa de Alorna. Mal conheceu o pai, falecido em 1806, e herdou os bens da casa; o regente D. João o agraciou com os títulos e bens da Coroa, de que os seus antepassados gozavam, em portaria de 17 de maio de 1811, e suplementos de 24 de setembro de 1814 e 26 de abril de 1815. Assentou praça de cadete a 8 de maio de 1818, tendo 16 anos, na primeira companhia de granadeiros do regimento de infantaria n.º 4, sendo promovido a alferes do regimento nº 1 da mesma arma em 10 de dezembro de 1820.
Casou em 14 de fevereiro de 1821 com D. Maria Constança da Câmara, dama da Ordem de Santa Isabel, depois dama de honor das rainhas D. Maria II de Portugal, D. Estefânia e D. Maria Pia; filha de D. Luís Gonçalves da Câmara Coutinho Pereira de Sande, 11.° senhor das Ilhas Desertas, de Regalados e do morgado da Taipa; alcaide-mor de Torres Vedras, e D. Maria de Noronha, filha dos 7.º conde dos Arcos.
Em 1820, o chefe da revolução liberal, general Sepúlveda, o nomeou seu ajudante de campo, conservando-o no seu estado-maior até à queda do governo constitucional. Não querendo anuir ao movimento da Vilafrancada em Maio de 1823, foi colocado no sétimo regimento de cavalaria, de guarnição em Torres Novas. Voltou depois a Lisboa, e foi mandado servir no regimento n.º 4 da mesma arma, poucas semanas antes da revolta de 30 de abril de 1821. Esteve então preso na torre de Belém, e depois na praça de Peniche, correndo os perigos de vida, pois esteve quase a ser fuzilado.
Saindo da prisão obteve licença para sair do reino, e em companhia de sua mulher percorreu parte da Europa, regressando à pátria depois de ser outorgada a Carta Constitucional em 1826. Foi eleito par do reino, por carta régia de 30 de abril de 1826, não tomando logo posse, por estar ainda na menoridade, que então se contava de 25 anos.

### Campanhas políticas
Começando as lutas do partido do infante D. Miguel, o general conde de Vila Flor tomou o comando das armas da província do Alentejo nos fins de Novembro do referido ano de 1826, e nomeou o Marquês de Fronteira seu ajudante de campo. Tomou parte no combate de Arronches, e foi recomendado por seu comportamento, sendo o portador da participação do combate à regente, a infanta D. Isabel Maria de Bragança. O Conde de Vila Flor passou às províncias da Beira, Trás-os-Montes e Alto Douro e Entre Douro e Minho, conservando sempre o Marquês às suas ordens. Esteve na batalha de Coruche e nos combates de Ponte da Barca e do Prado.
Tendo em 9 de janeiro de 1827 deposto as armas os corpos rebeldes, findou a campanha, conservando-se o Marquês no quartel general do Conde de Vila Flor, que teve a nomeação de governador das armas do partido do Porto, e nele se conservou quando o general comandou a força armada de Lisboa. Em Julho de 1827 houve tumultos na capital para obrigar a regente a nomear um ministério presidido por Saldanha. Aos miguelistas convinha acusar de cumplicidade pessoas importantes por sua hierarquia social, e por isso o intendente da polícia recebeu denúncias em que se acusava Fronteira. A esta revolução se chamou a Archotada.
Na sessão da câmara dos pares de 5 de fevereiro de 1828 prestou juramento e tomou posse o Marquês de Fronteira, e logo o ministério público remeteu à câmara um processo em que o novo par estava pronunciado como cabeça de motim. Em 22 de fevereiro de 1829 ficou absolvido, quando o infante D. Miguel chegou a Lisboa. Constando-lhe que pretendiam prendê-lo, apesar de ter sido absolvido, emigrou para Inglaterra, passando a Paris. Tendo ali adoecido, não tomou parte na tentativa do vapor Belfast, onde vieram à costa do Porto, Saldanha, Palmela e o Conde de Vila Flor, mas o governo de D. Miguel, acreditando que ele fora da expedição, mandou-o processar com os outros, e sequestrou-lhe os bens. Sabendo, porém, mais tarde que o Marquês estava doente em Paris mandou suspender o processo e levantar o sequestro. O marquês declarou então no Journal des Debats, que se não tinha tomado parte na expedição de Belfast, fora por motivo da doença, e que não reconhecia outra rainha senão D. Maria II de Portugal. Esta declaração valeu-lhe um novo sequestro, ficando privado de todos os seus bens até à entrada do exército libertador na capital.
Assim que o ordenaram, reuniu-se às forças que sustentavam a dinastia e a Carta nos Açores. Partiu para a Terceira, e continuou no lugar de ajudante de campo do general Conde de Vila Flor; desembarcou com ele nas praias do Mindelo, a 8 de julho de 1832, e às suas ordens entrou na batalha de Ponte Ferreira, a 23 de Julho, em que foi graduado no posto de capitão; e quando se reformou a Ordem Militar da Torre e Espada, do Valor, Lealdade e Mérito, foi condecorado com a medalha de Cavaleiro, com a data do dia da batalha. Assistiu também ao combate de Souto Redondo, e todo o tempo que o conde de Vila FIor comandou o exército liberal durante o cerco do Porto, esteve seu ajudante de campo.
Quando D. Pedro IV de Portugal assumiu o comando em chefe, nomeou o seu oficial às ordens. Tomando o Conde de Vila Flor o comando da ala direita das linhas do Porto e da primeira divisão do exército, o Marquês voltou ao seu quartel-general. Foi também recomendado pela sua conduta no combate das Antas. Acompanhou o general, já Duque da Terceira, na expedição do Algarve, fez a campanha desta província e a do Alentejo, esteve na batalha de Cacilhas, continuando sempre às ordens daquele general durante os sítios de Lisboa e de Santarém, e acompanhou-o depois ao norte do país. Assistiu à entrada de Coimbra e à batalha de Asseiceira, onde recebeu o grau de Oficial da Ordem Militar da Torre e Espada, do Valor, Lealdade e Mérito. Estava em Évora-Monte quando se deu a convenção em 27 de maio de 1834, e o Duque da Terceira lhe deu ordem de acompanhar o general Lemos aos postos avançados do exército de D. Miguel, sendo em seguida mandado como parlamentar à praça de Elvas, comunicar ao governador o resultado da convenção, e intimá-lo a render-se.
Terminada a campanha da Liberdade, foi colocado no regimento de Lanceiros n.º 1 que se organizou, nomeado comandante do 3.º esquadrão. Convocadas as cortes, foi um dos 13 pares que, guardando o juramento à Carta e à dinastia, instalaram novamente a referida Câmara. A revolução de 8 de setembro de 1836 suprimiu a câmara, e em 1837 instaurou-se o congresso constituinte, em que Fronteira foi eleito deputado por Lisboa.

### Vida política, militar e administrativa
Depois de votada a constituição de 1838, foi deputado eleito por Bragança. Em 1840 organizou o 2.° batalhão do Comércio, mas teve de abandonar o comando para acompanhar o Duque da Terceira às províncias do Norte.
Em 1842 restabeleceu-se a câmara dos pares, e nesse ano, comandando o Duque da Terceira a primeira divisão militar, realizou-se no Porto a restauração da Carta, e a junta que a proclamara, marchou sobre Coimbra; a rainha ordenou então a Fronteira o desempenho da missão espinhosa de ir ao encontro da junta e das forças da província do Norte, comandadas pelo Barão de Santa Maria, e no regresso à capital foi elogiado pelo ministro da guerra, José Jorge Loureiro.
Em 1846 rebentou a revolução da Maria da Fonte. Nomeado 4.º, 7.º e 9.º Governador Civil do Distrito de Lisboa, cargo que exerceu, com pequenas interrupções, de 12 de Maio de 1846 a 22 de Maio de 1846, de 6 de Outubro de 1846 a 15 de Novembro de 1847 e de 29 de Março de 1848 a 1 de Maio de 1851. Encarregado pelo primeiro-ministro, general Saldanha, de organizar os corpos de voluntários nacionais da capital e de tomar o comando geral desses corpos. Antes da batalha de Torres Vedras em 23 de dezembro de 1846, Lisboa ameaçada pelas forças da Junta do Porto, ocupou as linhas da capital com os corpos, merecendo elogios do governo. Em 1847 foi elevado a Grã-Cruz da Ordem Militar da Torre e Espada, do Valor, Lealdade e Mérito.
Conservou o comando dos corpos nacional e o cargo de governador civil até 1851, ano em que rebentou a revolta da Regeneração, tendo tentado evitar que a revolta triunfasse na capital. Nomeado presidente do conselho de ministros, o Marquês entendeu o demitir-se dos cargos que exercia. Saiu brigadeiro por antiguidade em 10 de julho de 1851, obteve a reforma no posto de marechal de campo, melhorada por um decreto de 11 de maio de 1869 do ministério de Sá da Bandeira. Por ocasião do casamento de D. Pedro V de Portugal, em Maio de 1858, nomeado mordomo-mor da casa da rainha D. Estefânia até seu falecimento, em Julho de 1859.

### Últimos anos
Quando morreu D. Pedro V e o infante D. João, em 1861, adoeceu o Duque de Saldanha, mordomo-mor da Casa Real, e foi substituí-lo no cargo. No casamento de D. Luís I de Portugal, em 1862, foi nomeado mordomo-mor da casa da rainha D. Maria Pia. Era neto pelo lado materno da Marquesa de Alorna, e este título lhe foi dado em 22 de outubro de 1839, ficando reunido ao de Fronteira, renovado em Julho de 1844. Assistiu à coroação de Carlos X de França e às festas nas Tulherias. Tinha paixão pelas artes, e em Roma viveu na convivência do pintor Domingos Sequeira.
Teve apenas uma filha, D. Maria Mascarenhas Barreto.
Faleceu no seu palácio, em São Domingos de Benfica, aos 79 anos de idade, sendo sepultado, por autorização do Ministério do Reino, num jazigo da Igreja de São Domingos de Benfica, em Lisboa.

## Títulos e comendas
Veador da Fazenda Honorário da Casa Real, Par do Reino; 7.º Senhor de Fronteira, 8.º Senhor dos Morgados da Torre da Vargem, Senhor de Coculim e Verodá, na Índia; 15.º Senhor da Quinta das Chantas, no termo de Santarém; 13.º Senhor da Quinta da Goncharia em Almeirim; Donatário na Mordomia-Mor de Faro; Marechal de Campo reformado; Comendador e Grã-Cruz da Ordem Militar de Cristo; Comendador de Santa Cristina, de Afife, de Nossa Senhora da Conceição, de Rosmaninhal; de São Miguel, de Linhares; de São Nicolau, de Carrazedo de Montenegro; de Santiago, de Fonte Arcada; de São Tiago, de Torres Vedras. Cavaleiro, Oficial e Grã-Cruz da Ordem Militar da Torre e Espada, do Valor, Lealdade e Mérito, Grã-Cruz da Ordem de Carlos III, de Espanha; da Ordem da Águia Vermelha, da Prússia; da Ordem de São Gregório Magno, da Santa Sé; da Ordem de Alberto o Valoroso, da Saxónia; da Ordem dos Santos Maurício e Lázaro, de Itália, e da Imperial Ordem da Rosa do Brasil.
Recebeu a Medalha das Campanhas da Liberdade, algarismo 9, a Medalha de Bons Serviços, a Medalha de Valor Militar e a Medalha de Comportamento Exemplar.